# 応用力学
応用力学（おうようりきがく、英語：applied mechanics）は、質量保存、運動量、角運動量、万有引力などの数少ない基本法則をもとに、論理的な推論によって、対象とした系の挙動を解析し、予測する学問である。その適用対象は広範多岐にわたり、スケールも原子分子のオーダーから宇宙規模にも及んでいる。また、これらの法則は、共通の記述言語である数学を用いて表現され、対象系を構成する材料や系全体の特性も数理的に記述される。これにより的確な共通理解が得られることになる。

## 応用力学の各分野

### 物理数学力学問題
- 基礎理論
- グリーン関数
- 破壊
- 分岐座屈
- 不安定現象
- パターン形成
- モデル実験
- 計測・制御
- 複雑系
- 最適化
- 仮想仕事の原理

### 逆問題
逆問題も参照。
- 振動システム診断
- 逆散乱
- トモグラフィー
- 熱画像
- 非破壊評価
- 残留応力推定
- 波浪推算
- 降雨・流出システム同定
- 情報化施工
- 施工管理
- 物性値評価
- 空間相互作用推定
- 交通ネットワーク制御
- 逆解析手法
- 適切化手法

### 計算力学
- 差分法
- CIP法
- 有限要素法
- 有限体積法
- 境界要素法
- 高速解法
- アルゴリズム
- メッシュ生成
- メッシュフリー法
- ベクトル・パラレル計算
- 移動境界問題
- 最適化
- 制御問題
- 可視化手法
- 適応型計算法
- 均質化法
- 材料力学
- 破壊力学
- 大変形問題
- 材料非線形問題
- 動的問題
- 波動問題
- 固体流体連成問題
- 乱流
- 地球環境・気象
- 騒音

### 非線形力学
- 連続体力学の基礎
- 材料の構成式
- 地盤と岩盤
- 鋼とコンクリート構造
- 複合構造
- 複合材料
- 混合体
- 粉体の力学
- 変形の局所化とせん断帯
- 不連続面の解析
- 分岐と不安定現象
- 振動と波動
- ソリトン
- 衝撃
- マイクロメカニクス
- 損傷力学
- カオスとフラクタル
- 制御理論
- 移動境界問題
- 接触問題
- 流体と固体の相互作用

### 離散体の力学
- 粒状体
- 複合体
- 混相体
- 非均質材料
- 地盤材料
- 岩盤材料
- 固液境界の力学
- 土石流
- 土砂流
- 生体力学
- 液状化
- 離散体の変形
- 離散体の破壊
- 離散体の流動
- 離散体の振動・波動伝播
- ランダム系の力学
- 離散要素モデルとシミュレーション解析
- 離散体の微視力学
- 離散体の連続体モデル

### 地震防災・耐震の数理と力学
- 耐震設計
- 構造動解析
- 強震動シミュレーション
- 地盤─構造系動的相互作用
- 液状化／塑性化シミュレーション
- 災害シミュレーション
- リスク評価手法
- 津波
- 活断層
- 地殻活動
- 震源過程
- 波動伝播
- 耐震構造

### 流体力学
流体力学も参照。
- 遅い流れ
- 流れの安定性
- 乱流現象
- 乱流構造
- 境界層
- 密度流
- 混相流
- 波動
- 空力振動・制御振動
- 熱／物質輸送
- 吸着
- 流体力・空気力・圧力
- 多孔体内での輸送現象
- 流れの制御
- 移動境界問題
- 理論解析
- 数値解析
- DNS
- LES
- 乱流モデル
- 流れの計測
- 流れの可視化
- 現地観測

### メインテナンスの力学問題
- モニタリング
- 構造物の劣化と損傷
- 補修・補強
- センサー
- 劣化・損傷予測
- 制御理論
- 界面破壊
- 材料修復

### 相互作用系力学
- 線形相互作用
- 非線形相互作用系
- ひずみ依存性相互作用系
- 振動数依存性相互作用系
- 速度依存相互作用系